# Satu Nou (Solești), Vaslui
Satu Nou este un sat în comuna Solești din județul Vaslui, Moldova, România. Se află în partea de nord-est a județului, în lunca Vaslui, pe malul stâng al râului Chircești (numit și râul Racu).